# Anne Elvebakk
Anne Elisabeth Elvebakk (ur. 10 maja 1966 w Voss) – norweska biathlonistka, wielokrotna medalistka mistrzostw świata, a także zdobywczyni Pucharu Świata.

## Kariera
Pierwszy sukces osiągnęła w 1986 roku, podczas mistrzostw świata w Falun. Wspólnie z Sanną Grønlid i Siv Lunde zdobyła tam brązowy medal w sztafecie. Wynik ten Norweżki w tym samym składzie powtórzyły na mistrzostwach świata w Lahti rok później. Na tej samej imprezie Elvebakk była też trzecia w sprincie, za dwiema reprezentantkami ZSRR: Jeleną Gołowiną i Wienierą Czernyszową. Podczas mistrzostw świata w Chamonix w 1988 roku zdobyła medale we wszystkich trzech konkurencjach. Najpierw zajęła trzecie miejsce w sprincie, plasując się za Petrą Schaaf z RFN i Szwedką Evą Korpelą. Dzień później razem z Elin Kristiansen i Moną Bollerud zdobyła srebro w sztafecie. Następnie zwyciężyła w biegu indywidualnym, wyprzedzając Kristiansen i Czernyszową. Kolejne trzy medale wywalczyła na mistrzostwach świata w Feistritz w 1989 roku. W biegu indywidualnym zajęła drugie miejsce za Petrą Schaaf. Dwa dni później, wspólnie z Synnøve Thoresen, Elin Kristiansen i Moną Bollerud była też druga w biegu drużynowym. Zwyciężyła ponadto w sprincie, przed Cwetaną Krystewą z Bułgarii i Natalją Prikazczikową z ZSRR. W 1990 roku wystąpiła na mistrzostwach świata w Oslo/Mińsku/Kontiolahti, zdobywając złoty medal w sprincie i srebrny w sztafecie. Ostatni medal zdobyła podczas mistrzostw świata w Lahti rok później, razem z Grete Ingeborg Nykkelmo i Elin Kristiansen zdobywając srebro w sztafecie.
W 1992 roku wystartowała na igrzyskach olimpijskich w Albertville, gdzie w swoim jedynym starcie zajęła 32. miejsce w sprincie. Brała też udział w rozgrywanych w 1994 roku igrzyskach w Lillehammer, zajmując 59. pozycję w biegu indywidualnym.
W zawodach Pucharu Świata zadebiutowała 14 lutego 1986 roku w Falun, zajmując 11. miejsce w biegu indywidualnym. Tym samym już w debiucie zdobyła pierwsze punkty. Pierwszy raz na podium zawodów pucharowych stanęła 27 lutego 1987 roku w Lahti (w ramach mistrzostw świata), kończąc rywalizację w sprincie na trzeciej pozycji. W kolejnych startach jeszcze dwadzieścia razy stawała na podium zawodów tego cyklu, odnosząc osiem zwycięstw: 17 grudnia 1987 roku w Hochfilzen, 20 lutego 1988 roku w Chamonix i 19 grudnia 1991 roku w Hochfilzen była najlepsza w biegach indywidualnych, a 11 lutego 1989 roku w Feistritz, 18 marca 1989 roku w Steinkjer, 10 marca 1990 roku w Oslo, 17 marca 1990 roku w Kontiolahti i 26 stycznia 1991 roku w Anterselvie wygrywała sprinty. Najlepsze wyniki osiągnęła w sezonie 1987/1988, kiedy zwyciężyła w klasyfikacji generalnej. Ponadto w sezonach 1986/1987 i 1989/1990 była druga, a w sezonie 1990/1991 zajęła trzecie miejsce.

## Osiągnięcia

### Igrzyska olimpijskie
| Rok  | Miejscowość | Konkurencje | Konkurencje | Konkurencje | Konkurencje | Konkurencje | Konkurencje | Konkurencje |
| Rok  | Miejscowość | IN          | SP          | PU          | MS          | RL          | MR          | SR          |
| ---- | ----------- | ----------- | ----------- | ----------- | ----------- | ----------- | ----------- | ----------- |
| 1992 | Albertville | –           | 32.         | nd.         | nd.         | –           | nd.         | –           |
| 1994 | Lillehammer | 59.         | –           | nd.         | nd.         | –           | nd.         | –           |

### Mistrzostwa świata
| Rok  | Miejscowość            | Konkurencje | Konkurencje | Konkurencje | Konkurencje | Konkurencje | Konkurencje | Konkurencje |
| Rok  | Miejscowość            | IN          | SP          | PU          | MS          | RL          | MR          | SR          |
| ---- | ---------------------- | ----------- | ----------- | ----------- | ----------- | ----------- | ----------- | ----------- |
| 1986 | Falun                  | 11.         | 9.          | nd.         | nd.         | 3.          | nd.         | –           |
| 1987 | Lahti                  | 21.         | 3.          | nd.         | nd.         | 3.          | nd.         | –           |
| 1988 | Chamonix               | 1.          | 3.          | nd.         | nd.         | 2.          | nd.         | –           |
| 1989 | Feistritz              | 2.          | 1.          | nd.         | nd.         | 5.          | nd.         | –           |
| 1990 | Oslo/Mińsk/Kontiolahti | 9.          | 1.          | nd.         | nd.         | 2.          | nd.         | –           |
| 1991 | Lahti                  | 10.         | 12.         | nd.         | nd.         | 2.          | nd.         | –           |
| 1993 | Borowec                | 20.         | 22.         | nd.         | nd.         | 9.          | nd.         | –           |

### Puchar Świata

#### Miejsca w klasyfikacji generalnej
| Sezon     | Miejsce |
| --------- | ------- |
| 1985/1986 | ?       |
| 1986/1987 | 2.      |
| 1987/1988 | 1.      |
| 1988/1989 | 5.      |
| 1989/1990 | 2.      |
| 1990/1991 | 3.      |
| 1991/1992 | 20.     |
| 1992/1993 | 39.     |
| 1993/1994 | 23.     |

#### Miejsca na podium w zawodach chronologicznie
| Lp. | Dzień       | Rok  | Miejscowość | Konkurencja                | Lokata | Pudła   | Czas biegu | Strata  | Zwycięzca             |
| --- | ----------- | ---- | ----------- | -------------------------- | ------ | ------- | ---------- | ------- | --------------------- |
| 1.  | 27 lutego   | 1987 | Lahti       | Sprint na 7,5 km           | 3.     | 0+2     | 21:14,7    | +57,4   | Jelena Gołowina       |
| 2.  | 17 grudnia  | 1987 | Hochfilzen  | Bieg indywidualny na 15 km | 1.     | 1+1+0   | 49:57,0    | –       | –                     |
| 3.  | 23 stycznia | 1988 | Anterselva  | Bieg indywidualny na 15 km | 2.     | 3+2+1   | 40:24,9    | +53,2   | Iwa Karagiozowa       |
| 4.  | 18 lutego   | 1988 | Chamonix    | Sprint na 7,5 km           | 3.     | 1+1     | 19:33,0    | +22,6   | Petra Behle           |
| 5.  | 20 lutego   | 1988 | Chamonix    | Bieg indywidualny na 15 km | 1.     | 0+2+0   | 36:53,0    | –       | –                     |
| 6.  | 13 marca    | 1988 | Oslo        | Sprint na 7,5 km           | 2.     | 0+3     | 18:42,4    | +27,4   | Mona Bollerud         |
| 7.  | 18 marca    | 1988 | Jyväskylä   | Bieg indywidualny na 15 km | 2.     | 0+2+1   | 36:16,3    | +8,3    | Marija Manołowa       |
| 8.  | 15 grudnia  | 1988 | Les Saisies | Bieg indywidualny na 15 km | 2.     | 0+1+0+1 | 59:24,2    | +53,6   | Marija Manołowa       |
| 9.  | 7 lutego    | 1989 | Feistritz   | Bieg indywidualny na 15 km | 2.     | 1+0+1+1 | 1:06:11,2  | +20,4   | Petra Behle           |
| 10. | 11 lutego   | 1989 | Feistritz   | Sprint na 7,5 km           | 1.     | 0+2     | 27:12,3    | –       | –                     |
| 11. | 11 marca    | 1989 | Östersund   | Sprint na 7,5 km           | 2.     | 1+1     | 22:35,0    | +28,0   | Natalja Prikazczikowa |
| 12. | 18 marca    | 1989 | Steinkjer   | Sprint na 7,5 km           | 1.     | 0+2     | 26:38,0    | –       | –                     |
| 13. | 20 stycznia | 1990 | Anterselva  | Bieg indywidualny na 15 km | 2.     | 0+1+1+1 | 50:38,9    | +27,0   | Cwetana Krystewa      |
| 14. | 21 stycznia | 1990 | Ruhpolding  | Sprint na 7,5 km           | 2.     | 0+1     | 21:32,6    | +2,4    | Jiřina Pelcová        |
| 15. | 10 marca    | 1990 | Oslo        | Sprint na 7,5 km           | 1.     | 0+1     | 27:12,8    | –       | –                     |
| 16. | 17 marca    | 1990 | Kontiolahti | Sprint na 7,5 km           | 1.     | 0+1     | 23:15,6    | –       | –                     |
| 17. | 24 stycznia | 1991 | Anterselva  | Bieg indywidualny na 15 km | 3.     | 0+2+0+1 | 51:58,6    | +52,4   | Swietłana Pieczorska  |
| 18. | 26 stycznia | 1991 | Anterselva  | Sprint na 7,5 km           | 1.     | 1+1     | 24:04,9    | –       | –                     |
| 19. | 31 stycznia | 1991 | Oberhof     | Bieg indywidualny na 15 km | 3.     | 0+2+1+1 | 54:42,3    | +1:18,4 | Myriam Bédard         |
| 20. | 19 grudnia  | 1991 | Hochfilzen  | Bieg indywidualny na 15 km | 1.     | 0+1+0+0 | 58:56,9    | –       | –                     |
| 21. | 18 grudnia  | 1993 | Pokljuka    | Sprint na 7,5 km           | 2.     | 0+0     | 26:22,6    | +8,4    | Elin Kristiansen      |